# Gerhard Füßl

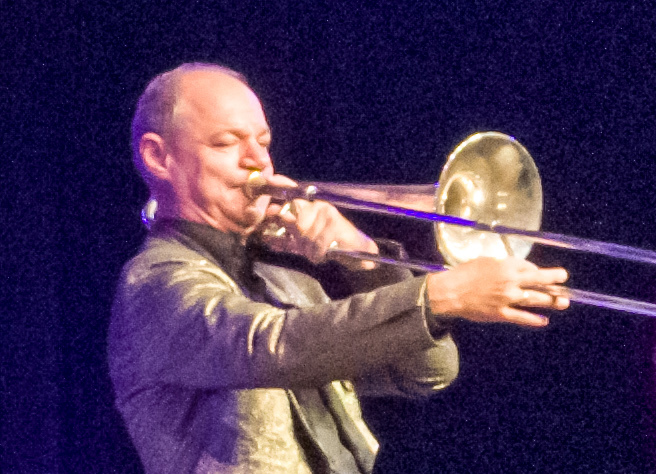
Gerhard Füßl, 2022

Gerhard Füßl (* 13. November 1968 in Mondsee) ist ein österreichischer Posaunist und Musiklehrer.

## Werdegang
Füßl wuchs in Oberhofen am Irrsee auf und maturierte am BORG Neumarkt am Wallersee. Er lernte Tenorhorn und Posaune bei seinem Vater Franz, der 17 Jahre lang (1971–1988) Kapellmeister der Trachtenmusikkapelle Oberhofen war.
Gerhard Füßl studierte von 1988 bis 1994 an der Musikuniversität Wien bei Horst Küblböck Konzertfach Posaune und Instrumental-Pädagogik. Während des Studiums wirkte er bei diversen Orchestern mit (Wiener Symphoniker, Camerata Academica, Wiener Volksoper und weitere). Bis 1994 war er Mitglied des Wiener Posaunenensembles, von 1992 bis 2000 spielte er bei der Gruppe Die Tanzgeiger mit, mit denen er auch einen Tonträger veröffentlichte. Seit 1993 ist Gerhard Füßl Mitglied von Mnozil Brass. Er ist auch auf Alben mit dem Concentus musicus (Missa brevis), mit Rudolf Pietsch, dem Jeunesse Orchester Wien und dem Vienna Symphonic Orchestra Project von Christian Kolonovits zu hören.
Seit 1995 unterrichtete Füßl am Oberösterreichischen Landesmusikschulwerk und am Salzburger Musikschulwerk. Von 1998 bis 2002 war er Zweigstellenleiter der Musikschule Straßwalchen. Füßl erhielt 2002 am Mozarteum Salzburg einen Lehrauftrag für Cross Over / neue Volksmusik. Er ist ein gefragter Referent in Workshops. 
Füßl ist Leiter des Ensembles „Brass & Perkussion“ der Trachtenmusikkapelle Neumarkt am Wallersee und holte am 26. Februar 2016 beim Landeswettbewerb PrimaLaMusica in der Rubrik „Kammermusik in offenen Besetzungen III“ einen 1. Preis mit Berechtigung zur Teilnahme am Bundeswettbewerb, bei dem ein 2. Preis erreicht werden konnte.
Füßl wohnt in Oberhofen, er ist verheiratet und hat drei Kinder aus erster Ehe.